# Tohi Smith-Milner
Tohiraukura Smith-Milner, detto Tohi (Auckland, 6 ottobre 1995), è un cestista neozelandese.

## Carriera
Con la Nuova Zelanda ha disputato i Campionati mondiali del 2019 e due edizioni dei Campionati asiatici (2017, 2022).